# 제천 신륵사 극락전 벽화 및 단청
제천 신륵사 극락전 벽화 및 단청(堤川 神勒寺 極樂殿 壁畵 및 丹靑)은 충청북도 제천시 덕산면, 신륵사에 있는 조선시대에 만들어진 극락전 벽화 및 단청이다. 2009년 4월 10일 충청북도의 유형문화재 제301호로 지정되었다.

## 개요
신륵사의 벽화를 시공한 사람이나 연대를 편년할 만한 정확한 기록은 없다. 다만 19세기 초에 제작된 것으로 추정되는 극락전 후불정화와 벽화의 기법이 유사한 점을 감안하여 후불탱화의 화기에 기록된 ‘嘉慶十’이라는 명문을 근거로 하였다. 그러나 구체적인 절대연대는 ‘십’자 뒷부분이 박락되어 명확하지 않다. ‘십’자가 포함되는 수의 하한이 ‘십구년’이므로 후불탱화의 조성 시기는 1805～1814년이 된다.
극락전의 畵籍과 후불탱화를 제작한 화승은 그림의 필법이나 상호 등을 토대로 할 때 19세기 초에 활동했던 신겸으로 추정된다. 신겸의 1821년 작으로 온양민속박물관에 소장된 후불탱화의 필력과 존상이 신륵사 후불탱화의 존상과 동일한 것으로 판단된다. 신겸은 18세기 후반 경북 문경 김룡사를 중심으로 활약한 화원 집단 중 문경 대승사 출신의 홍안에게서 직접적인 영향을 받은 것으로 알려져 있으며, 그와 같은 흔적이 여러 화적에서 나타나고 있다.
극락전의 내외부 벽과 포벽, 내부 천장의 평반자와 빗반자 등에는 다양한 소재의 벽화들로 장엄되어 있다. 외부 벽화는 200여 년이란 세월의 상흔으로 심하게 퇴색되어 상당 부분 개채 및 보채된 상태이고 내부 벽화는 보존상태가 매우 양호한 편이다.
단청 문양을 조사한 결과 내부 문양은 거의 완전하게 남아 있는데 비해서 외부 문양은 대다수 보채 및 개채로 인해 원형을 파악하기가 어려웠다.
神勒寺에 그려져 있는 壁畵의 수는 136점이고 내용별로 極樂莊嚴의 의미를 나타낸 것으로 내부 반자의 極樂鳥圖, 雲龍圖, 奏樂天人圖 및 운각 반자의 雙龍圖, 대량의 蟠龍圖이고, 외부 평·창방의 瑞鳥圖 와 蟠龍圖 등이다. 고승대덕을 그린 羅漢圖, 普覺禪師圖, 馬鳴祖師圖, 賢首大師圖, 那般尊者圖 등과 작가가 교학을 겸비했던 禪僧임을 무의식중에 나타낸 大自在帝釋圖와 梵王帝釋圖 등이 있다. 교화적인 의미를 담은 벽화들로서는 慧可大師斷臂圖, 泗溟大師行日本之圖, 魏王曹操圖, 般若龍船圖, 上品上生還生圖 등이 있다. 그리고 설화적인 의미를 담고 있는 吐魚圖, 游仙圖 등이 있다. 그리고 이 모든 원력의 최상층부엔 그림으로 나타낸 佛의 화현인 如來圖와 문수·보현보살의 화신인 文殊童子圖·普賢童子圖 그리고 觀世音菩薩圖와 大勢至菩薩圖 등이 있으며 하단에는 극락을 엄호하고 호위하는 뜻의 金剛力士像을 표현하고 있다.
단청 및 벽화는 문양사 연구의 중요한 자료로 인식하였으나 목조 건축의 부가적인 요소로 취급되어 직접적인 문화재 지정 등 적극적인 보존 노력이 부족하였다. 그러나 신륵사 극락전 단청 및 벽화에 대한 학술조사를 통하여 조선 후기 양식을 고스란히 지니고 있음이 확인되었고 아울러 문양사의 변천을 알 수 있고 작자를 유추할 수 있는 중요한 자료이다.
신륵사는 신라 진평왕 4년(582년)에 아도화상이 창건하고 문무왕때 원효대사가 중창하고 조선시대의 무학화상이 명종때 사명대사가 중창한 고찰로 중수기에 전하여 온다. 사서의 기록은 “여지도서”에서 찾아볼 수 있다. 사찰 내 보물 제1296호인 삼층석탑과 기와편을 볼 때 창건시기는 고려초로 추정된다.
극락전은 유형문화재 제132호로 초석에 쓰인 석탑 옥개석과 전용된 기단석재들을 볼 때 초창 당시의 건물이 아니고 조선후기에 건립된 것으로 추정된다.

## 같이 보기
- 제천 신륵사 극락전 - 충청북도 유형문화재 제132호

## 참고 자료
- 제천 신륵사 극락전 벽화 및 단청 - 국가유산청 국가유산포털